# Organización territorial de Irak

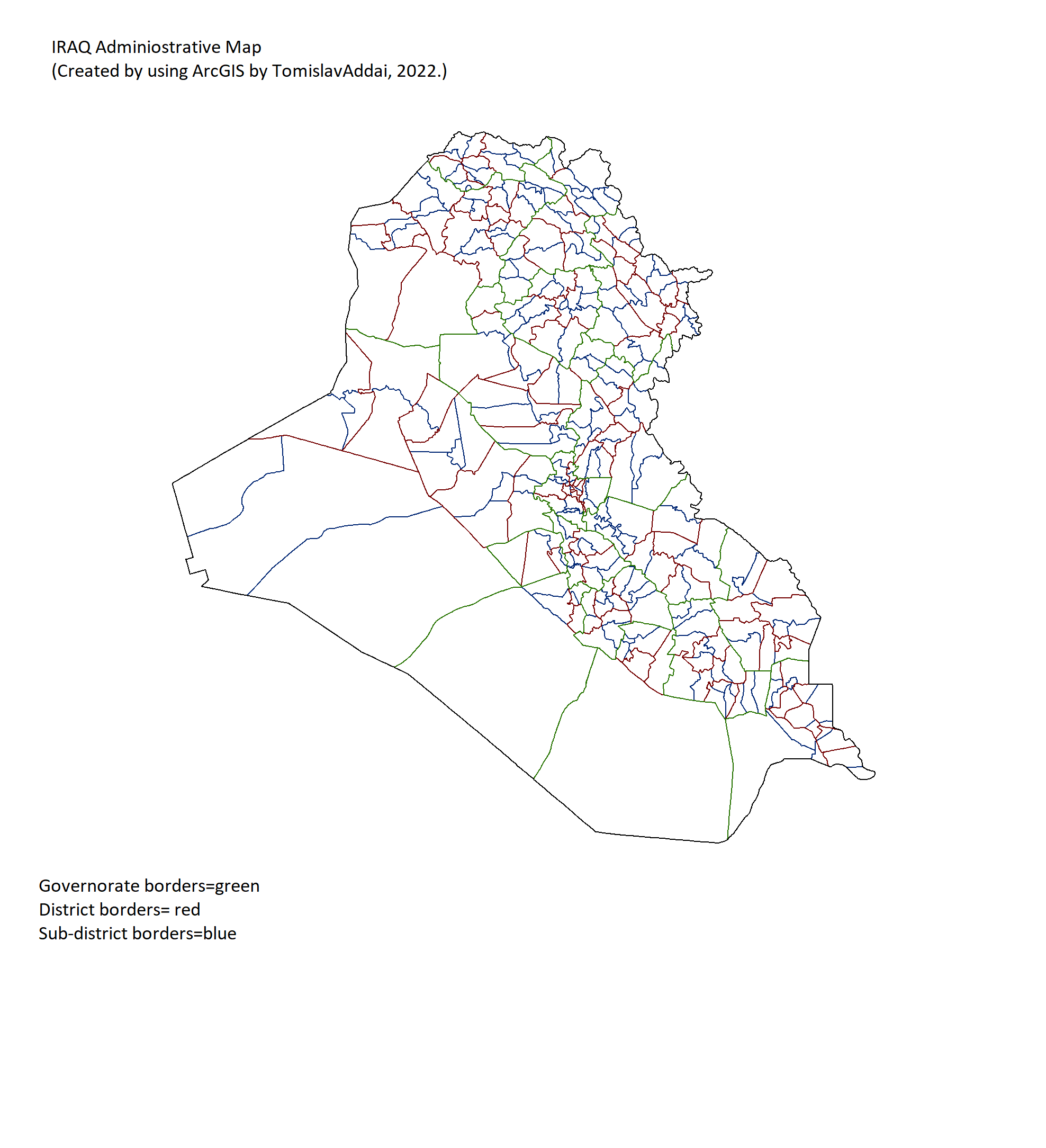
Mapa de las diferentes subdivisiones de Irak: en verde las fronteras de las gobernaciones, en rojo las de los distritos y en azul los subdistritos.

Irak es un estado federal que se subdivide en tres niveles: 18 gobernaciones (muhafazah), 101 distritos (kaza) y 246 subdistritos (nahiya).

## Divisiones administrativas

### Gobernaciones

Mapa de las gobernaciones de Irak.

Irak está dividido en 18 muhafazah (en árabe: محافظة‎, también conocidas como gobernaciones. Antes de 1976 se llamaban liwas o estandartes, año en que se adoptó la actual división en gobernaciones.
Según la constitución de Irak adoptada en 2005, una o más gobernaciones pueden optar por formar una región, que tiene derecho a una parte de las regalías del petróleo.
El Irak moderno cubre principalmente los valiatos (provincias) otomanos de Bagdad, Basora y Mosul, y partes de Zor y Arabia.
En septiembre de 2008, 11 de las 18 gobernaciones iraquíes estaban bajo control iraquí directo (Mutana, Di Car, Nayaf, Mesena, Basora, Cadisía, Kerbala, Ambar, Duhok, Erbil, Solimania), las 7 restantes estaban controladas por las fuerzas de la coalición internacional (Bagdad, Saladino, Diala, Wasit, Babilonia, Nínive, Tamim).

### Distritos
Las gobernaciones se dividen en kaza (distritos), que a su vez se dividen en nahiya (subdistritos).

### Región autónoma
En Irak hay una sola entidad que une varias subdivisiones: la región del Kurdistán. Además, sus fronteras no coinciden del todo con las fronteras de las mismas. Por ejemplo, dos distritos de la gobernación de Nínive, Akra y Shaykhan, son parte de la región del Kurdistán, mientras que el resto de la gobernación no está incluido.